# Militaire Drinkwatervoorziening Nieuwe Meer

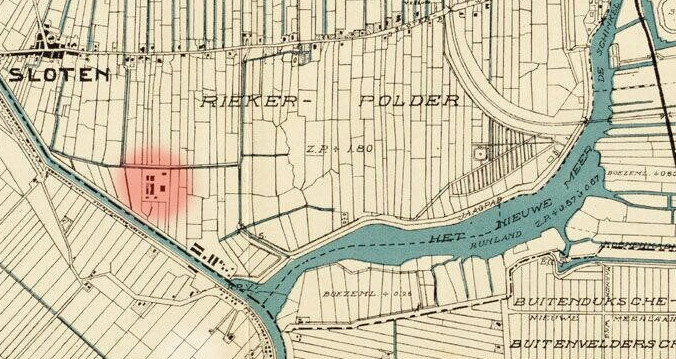
Een kaart van de Nieuwe Meer en omgeving uit 1932, met de gebouwen van de Militaire Drinkwatervoorziening in rood.

De Militaire Drinkwatervoorziening was een nooddrinkwatervoorziening bij het fort aan de Nieuwe Meer om bij een belegering van de Stelling van Amsterdam, inwoners en militairen van drinkwater te kunnen voorzien.
Bij de opzet van de Stelling van Amsterdam was het noodzakelijk om binnen de stelling voldoende drinkwater te hebben en niet afhankelijk te zijn van de waterwinning in de duinen bij Zandvoort.
Het oppervlaktewater van de boezems van Amstelland en Rijnland en van de Utrechtse Vecht was te vies en voldeed ook na zuivering niet aan de eisen. Bij het Fort aan de Nieuwe Meer, net buiten de Haarlemmermeer in de Riekerpolder in de gemeente Sloten (in 1921 bij Amsterdam gevoegd), werden proeven gedaan met het oppompen van water. De eerste waterputten werden in 1899 geboord en hadden een capaciteit van 3500 m3. De kwaliteit was goed en er was voldoende water aanwezig om circa een miljoen mensen van drinkwater te voorzien. Voor dat doel werd tussen 1901 en 1905 een aparte installatie opgericht bestaande uit ruim 100 grondwaterputten, een zuiveringsinstallatie waaronder een ontijzeringsinrichting, en drinkwaterbassins. In 1907 en 1908 werd de capaciteit verdubbeld en de installatie kon toen per etmaal 15.000 m3 water leveren.
De drinkwatervoorziening heeft nooit de taak van het normale waterbedrijf overgenomen. Tijdens de Duitse bezetting van Nederland (1940-'45) in de Tweede Wereldoorlog heeft het Duitse leger de verwaarloosde installaties nog eens gebruiksklaar gemaakt als noodvoorziening.

## Herbestemming
Na de oorlog vestigde het Nederlandse legeronderdeel de Genie langs de Ringvaart een complex van werkplaatsen en magazijnen. In 1950-1951 werd het radiozendstation van de Rijksluchtvaartdienst (RLD) naar het machinegebouw overgebracht. In 1953 werden diverse gebouwen gesloopt voor nieuwbouw. Er staan nog een aantal gebouwen waaronder het pompstation, maar alle putten zijn verdwenen onder de Oude Haagseweg, Rijksweg 4 en Sportpark Sloten. In het machinegebouw en enkele andere gebouwen is nog steeds de Luchtverkeersleiding (LVNL) (een opvolger van de RLD) gevestigd. Enkele daarnaast liggende gebouwen van de voormalige watervoorziening zijn gekraakt en tegenwoordig in gebruik als creatieve broedplaats onder de naam Rijkshemelvaartdienst. De zuidelijker gelegen gebouwen aan de Ringvaart op het voormalige fortterrein vormen ook een broedplaats-complex, met de naam Nieuw & Meer.